# 노동자협회
노동자협회(勞動者協會, 영어: worker's association, 독일어: Arbeiterverein 아르바이터페라인[*], 스웨덴어: Arbetareförening 핀란드어: Työväenyhdistys 튀외배에뉘흐디스튀스[*])는 19세기 유럽의 노동운동에서 유래된 정치단체의 한 형태다. 역사적으로 대부분의 노동자협회의 목표는 노동자들의 사회적 상황의 향상과 노동조건의 개선이었다. 오늘날까지 남아 있는 노동자협회들은 주로 노동자들을 대상으로 하는 문화체육센터나 사교모임으로서 기능한다.

## 독일
19세기 초엽, 비참한 생활을 영위하던 노동자들은 자신들의 생활조건에 대한 불만이 가득했고 변혁을 원하고 있었다. 하지만 각종 탄압으로 인해 독일의 노동자들은 이익단체를 구성할 수 없었다. 그 결과, 독일인 노동자협회들은 외국에서 비밀결사처럼 설립되기 시작했다. 예컨대 전통적으로 편력직인 생활 때문에 프랑스를 자주 오가던 독일 기능직공들이 1832년 프랑스 파리에서 독일인협회를 설립한 것이 그 예다. 이후 1848년 혁명을 거친 뒤에야 독일 국내에서 노동자협회들이 공공연히 설립되었다. 비록 1848년 혁명은 실패로 돌아갔으나 설립된 노동자협회들은 1849년 이후에도 사라지지 않고 노동조합과 유사한 집단운동을 조직화했으며, 개중 일부(전독일노동자협회)는 독일사회민주당의 직계 전신으로 여겨진다. 독일제국 시대에는 사회민주주의 성향의 노동자협회로부터 노동자들을 이반시키기 위해 종교적인 어용 노동자협회(천주교노동자협회, 복음교노동자협회)가 만들어지기도 했다.

## 스웨덴

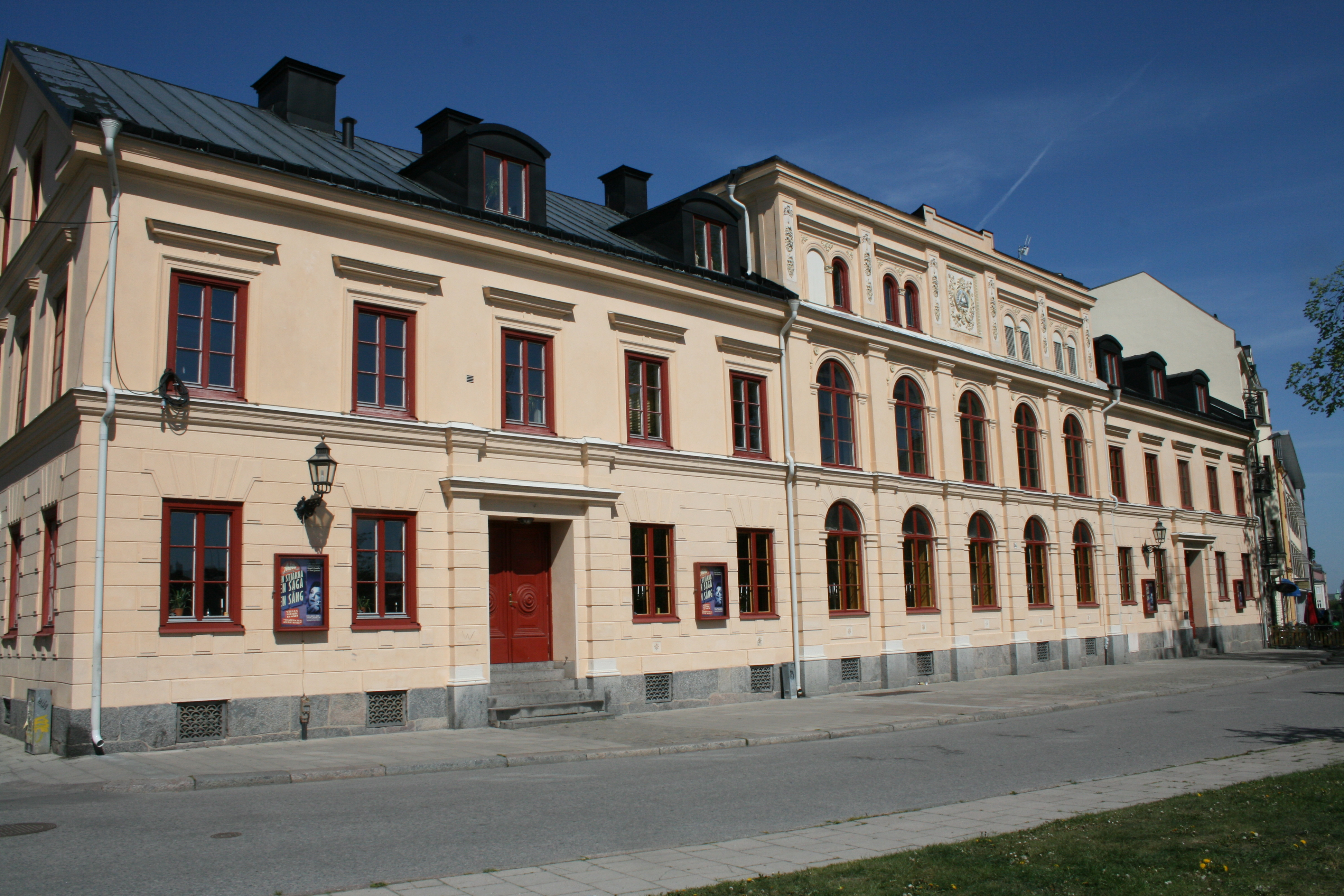
노르셰핑 노동자협회 건물.

스웨덴의 노동자협회들은 두 차례의 물결로 분류될 수 있다. 제1파는 1850년대에 노동자들끼리 모여 교육과 협동 활동을 통해 단합을 꾀하던 시기다. 이 시기의 노동자협회 기관지로는 Folkets röst가 있으며, 대표적인 노동자협회는 1850년 설립된 스톡홀름 노동자협회였다.  말뫼, 룬드, 예테보리에서도 비슷한 성격의 노동자협회들이 설립되었다. 제2파는 1866년 시작된 흐름으로, 룬드와 노르셰핑에서 시작되었다. 제2파에서 노동자들은 계급간의 합의, 민족주의와 자본주의 친화적 태도 같은 성향을 나타냈다. 이 운동은 독일의 경제학자, 정치가인 프란츠 헤르만 슐츠델리치가 시작한 것이 스웨덴으로 수입된 것으로서, 에두아르드 융베리와 구스타브 악셀 크누트 하밀톤이 스웨덴의 대표적인 운동가였다. 여성들은 이런 노동자협회들의 회원 자격을 부여받지 못했다. 그러나 노동자협회를 통해 정치활동의 경험을 얻게 된 스웨덴 남성 노동자들은 1880년대에 제2파 노동자협회 운동이 쇠락한 뒤에도 다른 형태의 조직들에서 영향을 끼쳐나갔다.

## 핀란드

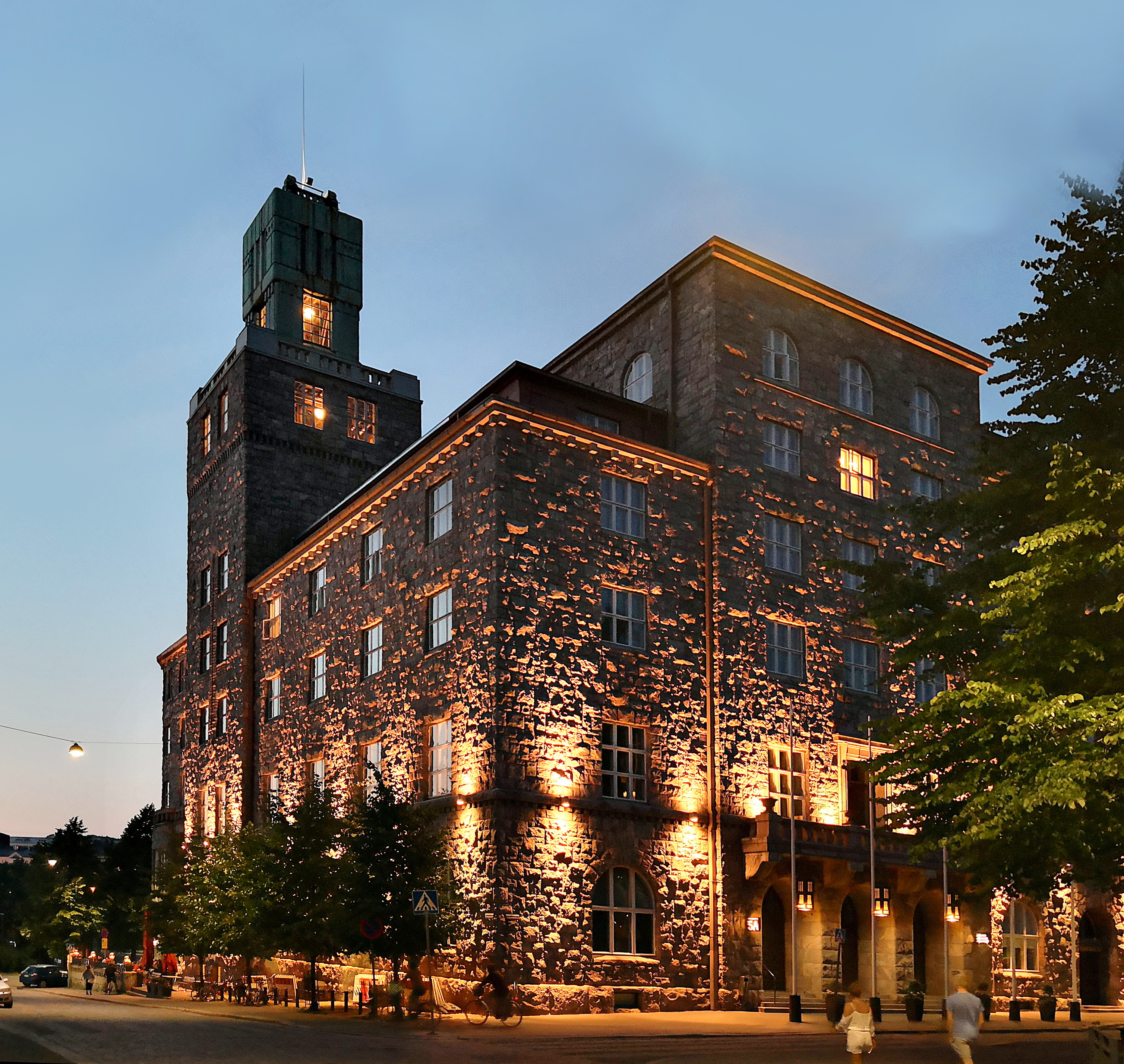
헬싱키 노동자회관.

핀란드의 노동자협회는 19세기 후반에 노동자들 협조를 구하고 노동자들에게 문화 및 교육을 제공하기 위해 온정적 자본가들이 주도해서 설립되기 시작했다. 핀란드 최초의 노동자협회는 1883년 빅토르 율리우스 폰 브리크트가 세운 헬싱키 노동자협회였다. 같은 해 바사 노동자협회가 설립되었고, 1886년 오울루 노동자협회가 설립되었으며, 이듬해 포리, 사본린나, 탐페레, 투르쿠에도 노동자협회들이 설립되었으며 각지의 노동자협회들 산하에 작능별 분과가 조직되었다. 1895년이 되면 핀란드 전역에 30개소 이상의 노동자협회가 존재했다. 이 시기에 온정적 자본가들의 도움을 받아 노동자협회들을 설립해가던 핀란드 최초의 노동운동을 브리크트식 노동운동이라고 한다.
1900년을 전후로 핀란드에 공장이 늘어나면서 임노동으로 생계를 유지하는 노동계급이 수적으로 팽창했다. 이전에 비해 상대적으로 급진화된 이 임노동자들이 대도시의 노동자협회들부터 차례로 장악해나가기 시작했고, 곧 핀란드 전역의 노동운동의 주도권이 온정적 자본가로부터 노동계급에게로 넘어갔다. 20세기 초엽부터 각지의 노동자협회들은 커다란 노동자회관을 건설했다. 핀란드 최초의 석조 노동자회관은 1900년 건설된 탐페레 노동자회관이었다. 1900년대 핀란드의 노동자협회들은 핀란드 최초의 노동자 대변단체로서, 참정권 요구 운동과 10시간 노동제 운동, 그리고 의무교육 요구운동, 공립학교 설치운동의 구심점이 되었다.
전국의 노동자협회들이 모두 모이는 총회가 곧 노동계의 전국적 총의를 묻는 자리가 되었고, 1899년 투르쿠에서 개최된 제3회 총회에서 핀란드노동당의 창당이 결의되었다. 이후 1903년 노동당이 사회민주당으로 이름을 바꾸면서 오늘날에 이른다.
핀란드에서 노동자협회는 노동조합과는 별개의 노동자 자치기구로서 강력한 사회적 영향력을 발휘했으며, 노동자체육회, 회관, 협동조합을 운영하며 노동운동이 주도하는 문화공동체를 창출해 나갔다.